# 59 v.Chr.
Het jaar 59 v.Chr. is een jaartal volgens de christelijke jaartelling. 

## Gebeurtenissen

### Italië
- In Rome wordt Gaius Julius Caesar door de Senaat gekozen tot consul van het Imperium Romanum en voert hervormingen door in de Romeinse samenleving.
- Eerste Triumviraat: Gaius Julius Caesar, Gnaeus Pompeius Magnus en Marcus Licinius Crassus vormen een politieke alliantie. Een instabiele Romeinse Republiek en een dreigende burgeroorlog dwingen de drie rivalen ertoe hun meningsverschillen opzij te zetten.
- Gnaeus Pompeius Magnus trouwt met Julia Caesaris, de dochter van Julius Caesar. Dit om de bezegeling van het Eerste Triumviraat te bevestigen.
- De Senaat mobiliseert het Romeinse leger om in Noord-Italië, de Galliërs en Germanen aan de Rijngrens te onderwerpen.
- Julius Caesar laat de Acta Diurna, een officiële staatskrant, verspreiden in de Romeinse Republiek. Caesar huwt met zijn derde vrouw Calpurnia Pisonis.
- Ptolemaeus XII Neos Dionysos arriveert met een delegatie in Rome, om garantie te krijgen voor de onafhankelijkheid van Egypte.

### Gallië
- Ariovistus, koning van de Sueben, wordt door Rome erkend als bondgenoot. In Midden-Gallië verenigt hij de Keltische stammen in een Germaans Rijk.

## Geboren
- Titus Livius, Romeins historicus (overleden 17)

## Overleden
- Gaius Octavius (~100 v.Chr. - ~59 v.Chr.), Romeins staatsman en vader van Gaius Julius Caesar Octavianus (Augustus) (41)
- Quintus Caecilius Metellus (~103 v.Chr. - ~59 v.Chr.), Romeins consul en veldheer (44)